# 国際連合国際商取引法委員会
国際連合国際商取引法委員会（こくさいれんごうこくさいしょうとりひきほういいんかい、英語: United Nations Commission on International Trade Law、略称UNCITRAL）は、国際商取引法の段階的なハーモナイゼーション（調和）と統一の促進のため、1966年、国際連合総会によって設立された、国際連合の組織（総会の補助機関）である。
国際商取引法の分野では国連システムの中心的な法律機関であり、今まで、仲裁、調停、国際物品売買、電子商取引等について多くの条約、モデル法等を起草しており、国際的に活用されている。

## 沿革
1966年12月17日、国連総会で、「国際商取引法の段階的なハーモナイゼーションと統一の促進」を目的として国際商取引法委員会を設立することが決議された (A/RES/2205 (XXI))。

## 構成国
総会決議2205 (XXI) により、委員会は総会で選挙された29の国連加盟国で構成されることとされていたが、現在は60加盟国で構成されている。任期は6年で、3年ごとに半数が改選される。
2010年6月21日現在、委員会の構成国とその任期満了年は次のとおりである（アルファベット順）。
- アルジェリア (2016)
- アルゼンチン (2016)
- アルメニア (2013)
- オーストラリア (2016)
- オーストリア (2016)
- バーレーン (2013)
- ベラルーシ (2011)
- ベナン (2013)
- ボリビア (2013)
- ボツワナ (2016)
- ブラジル (2016)
- ブルガリア (2013)
- カメルーン (2013)
- カナダ (2013)
- チリ (2013)
- 中国 (2013)
- コロンビア (2016)
- チェコ (2013)
- エジプト (2013)
- エルサルバドル (2013)
- フィジー (2016)
- フランス (2013)
- ガボン (2016)
- ドイツ (2013)
- ギリシャ (2013)
- ホンジュラス (2013)
- インド (2016)
- イラン (2016)
- イスラエル (2016)
- イタリア (2016)
- 日本 (2013)
- ヨルダン (2016)
- ケニア (2016)
- ラトビア (2013)
- マレーシア (2013)
- マルタ (2013)
- モーリシャス (2016)
- メキシコ (2013)
- モロッコ (2013)
- ナミビア (2013)
- ナイジェリア (2016)
- ノルウェー (2013)
- パキスタン (2016)
- パラグアイ (2016)
- フィリピン (2016)
- ポーランド (2012)
- 韓国 (2013)
- ロシア (2013)
- セネガル (2013)
- シンガポール (2013)
- 南アフリカ共和国 (2013)
- スペイン (2016)
- スリランカ (2013)
- タイ (2016)
- トルコ (2016)
- ウガンダ (2016)
- ウクライナ (2014)
- イギリス (2013)
- アメリカ合衆国 (2016)
- ベネズエラ (2016)

構成国以外の国連加盟国及び関係する国際機関は、オブザーバーとして会期に招かれる。オブザーバーは会期及びワーキンググループにおける議論に構成国と同様に参加することができる。

## 会期および組織
委員会は、年1回、ニューヨークの国際連合本部（偶数年）とウィーンの国際センター（奇数年）で交互に会期を開く。
委員会には、準備的作業を行うため次の六つのワーキンググループが設けられており、各ワーキンググループとも、委員会の全構成国から成る。各ワーキンググループは、年に1回又は2回会期を開くのが通常であり、これもニューヨークとウィーンで交互に開催される。
- ワーキンググループI 調達
- ワーキンググループII 仲裁及び調停
- ワーキンググループIII オンライン紛争解決手続（英語版）
- ワーキンググループIV 電子商取引
- ワーキンググループV 倒産法
- ワーキンググループVI 担保権

国連法務部の国際商取引法課が、委員会の事務局を務めている。

## 活動
委員会が作成した条約、モデル法等の文書には、次のようなものがある。
国際商事仲裁・調停
ワーキンググループIIが担当している。
- 外国仲裁判断の承認及び執行に関する条約（英語版）（ニューヨーク条約、1958年）
- UNCITRAL仲裁規則（1976年）
- UNCITRAL商事調停規則（1980年）
- UNCITRAL仲裁規則に基づく仲裁に関し仲裁機関及びその他の関連機関を支援するための勧告（1982年）
- 国際商事仲裁に関するUNCITRALモデル法（英語版）（1985年）
- 仲裁手続の組織に関するUNCITRAL覚書（1996年）
- 国際商事調停に関するUNCITRALモデル法（2002年）
- 改定UNCITRAL国際商事仲裁モデル法（2006年）
- 1958年外国仲裁判断の承認及び執行に関する条約の第II条第2項及び第VII条第1項の解釈に関する勧告（2006年）
- UNCITRAL仲裁規則（2010年）

国際物品売買及び関連する取引
ワーキンググループI〜VIの作業と関連する。
- 動産の国際的売買における制限期間に関する条約（1974年）
- 国際物品売買契約に関する国際連合条約（1980年）
- 不履行に当たり支払うべき約定額についての契約条項に関する統一規則（1983年）
- 国際見返り貿易業務に関するUNCITRAL法律ガイド（1992年）

担保権
ワーキンググループVIが担当している。
- 国際取引における受取勘定の譲渡に関する国連条約（2001年）
- 担保取引に関するUNCITRAL立法ガイド（2007年）
- 担保取引に関するUNCITRAL立法ガイド：知的財産権における担保権に関する追補（2010年）

倒産（支払不能）
ワーキンググループVが担当している。
- 国境を越えた支払不能に関するUNCITRALモデル法（1997年）
- 倒産法に関するUNCITRAL立法ガイド（2004年）
- 国境を越えた支払不能についての協力に関するUNCITRAL実務ガイド（2009年）

国際決済
ワーキンググループI〜VIの作業と関連する。
- 国際為替手形及び国際約束手形に関する国連条約（1988年）
- 国際振込に関するUNCITRALモデル法（1992年）
- 独立保証及びスタンドバイ信用状に関する国連条約（1995年）

国際物品運送
ワーキンググループI〜VIの作業と関連する。
- 国連海上物品運送条約（ハンブルク規則（英語版）、1978年）
- 国際的な運送及び責任に関する諸条約における責任制限の調整のための通貨単位条項等の条項案（1982年）
- 国際商取引における運送ターミナル・オペレーターの法的責任に関する国連条約（1991年）
- 全部又は一部を海上による国際物品運送のための契約に関する国連条約（ロッテルダム規則（英語版）、2008年）

電子商取引
ワーキンググループIVが担当している。
- コンピュータの記録の法的価値に関する勧告（1985年）
- 電子商取引に関するUNCITRALモデル法（1996年）
- 電子署名に関するUNCITRALモデル法（2001年）
- 国際契約における電子通信の使用に関する国連条約（2005年）
- 刊行物「電子商取引への信頼の促進：電子認証及び署名方法の国際的使用に関する法的問題」（2007年）

調達及びインフラ整備
ワーキンググループIが担当している。
- 国際的工業施設建設供給契約に関するUNCITRAL法律ガイド（1987年）
- 物品及び工事の調達に関するUNCITRALモデル法（1993年）
- 物品、工事及びサービスの調達に関するUNCITRALモデル法（1994年）
- 民間融資インフラ整備プロジェクトに関するUNCITRAL立法ガイド（2000年）
- 民間融資のインフラ整備プロジェクトに関するUNCITRALモデル立法規定（2003年）